# Kilovče
Kilovče este o localitate din comuna Ilirska Bistrica, Slovenia, cu o populație de 55 de locuitori.